# 218. п. н. е.

## Догађаји
- Битка на Рони
- Ханибалов прелазак Алпа
- Битка код Тицина
- Битка код Лилибеја
- 18. децембар — У бици код Требије у Другом пунском рату картагински војсковођа Ханибал је нанео тежак пораз римској војсци.